# Bara hon älskar mig
"Bara hon älskar mig" är en sång skriven av Stephan Berg. Den svenska popgruppen Blond framförde sången vid den svenska Melodifestivalen 1997, då man blev tävlingens vinnare.
I Eurovision Song Contest 1997 var Curt-Eric Holmquist dirigent för sjätte och sista gången, och var för övrigt även uppklädd i traditionella folkkläder kvällen till ära. Som mest fick "Bara hon älskar mig" åtta poäng från Norge. Totalt blev det 36 poäng för Sveriges del, med fjortonde plats som resultat.
Singeln placerade sig som högst på fjärde plats på den svenska singellistan. Den 26 april 1997 gick "Bara hon älskar mig" direkt in på Svensktoppen, där den som bäst låg på fjärde plats. Efter fem omgångar fick den lämna Svensktoppen.

## Listplaceringar
| Lista (1997) | Position |
| ------------ | -------- |
| Sverige      | 4        |